# Zdzisław Stencel

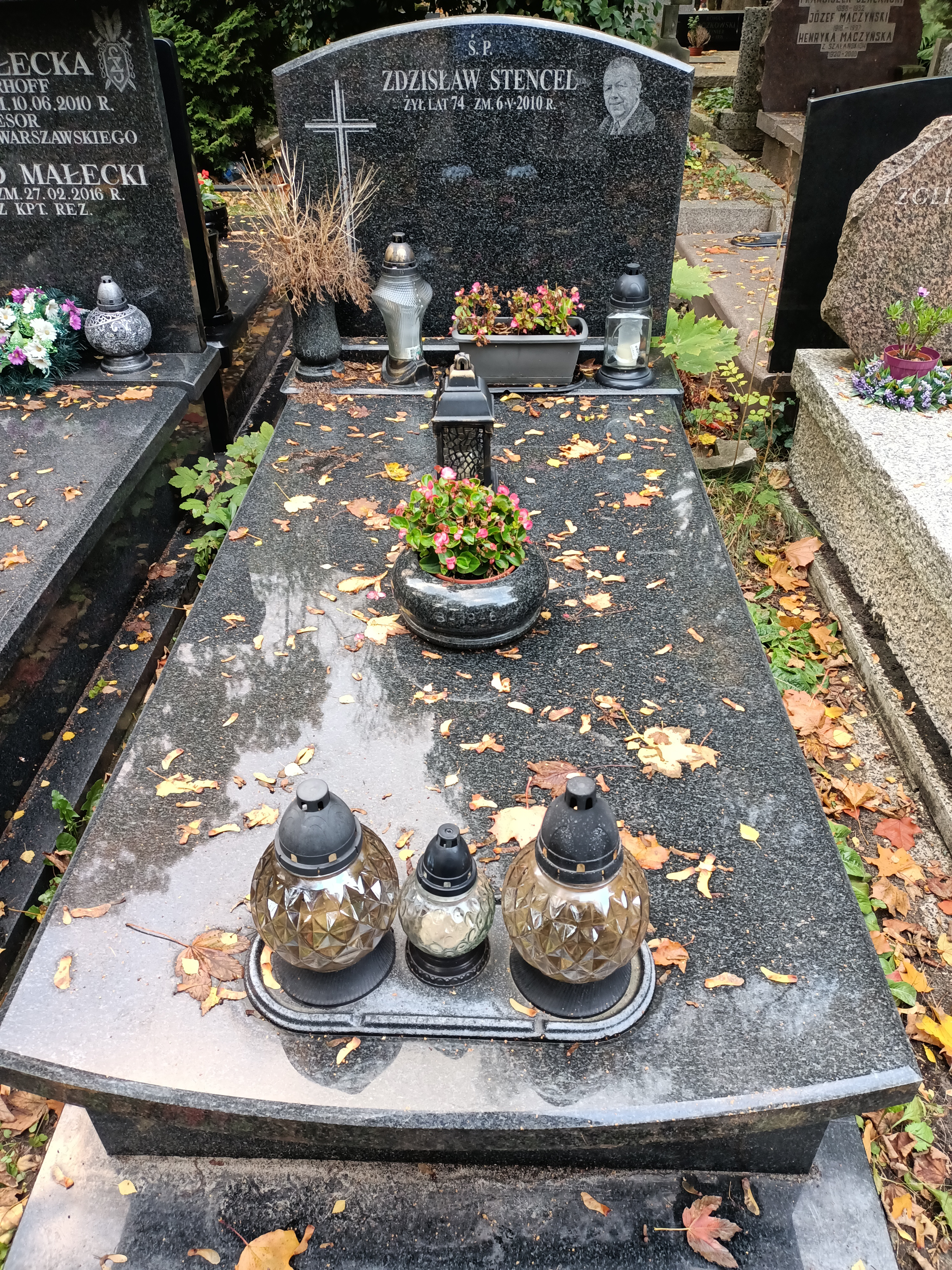
Grób Zdzisława Stencela na Cmentarzu wojskowym na Powązkach

Zdzisław Stencel (ur. 1936 w Kościerzynie, zm. 6 maja 2010 w Warszawie) – polski inżynier i działacz państwowy, wiceminister rolnictwa (1978–1981) oraz ochrony środowiska i zasobów naturalnych (1985–1990).

## Życiorys
Ukończył I Liceum Ogólnokształcące im. Józefa Wybickiego w Kościerzynie oraz studia z dziedziny inżynierii na Politechnice Gdańskiej. Pełnił funkcję naczelnego dyrektora Zjednoczenia Budownictwa Rolniczego w Olsztynie, a także zastępcy dyrektora Instytutu Zootechniki Polskiego Instytutu Badawczego ds. administracyjno-technicznych. W latach 1978–1981 sprawował funkcję podsekretarza stanu w Ministerstwie Rolnictwa, następnie zaś dyrektora generalnego w Ministerstwie Rolnictwa i Gospodarki Żywnościowej (1981–1983), kierownika Urzędu Ochrony Środowiska i Gospodarki Wodnej (1983–1985) oraz podsekretarza stanu w Ministerstwie Ochrony Środowiska i Zasobów Naturalnych (1985–1990). Pochowany na cmentarzu Powązki Wojskowe w Warszawie (kwatera B19-6-5).